# فرانچسکو باردی
فرانچسکو باردی (ایتالیایی: Francesco Bardi؛ زادهٔ ۱۸ ژانویهٔ ۱۹۹۲) یک بازیکن فوتبال اهل ایتالیا است.

## باشگاهی
از باشگاه‌هایی که در آن بازی کرده‌است می‌توان به اینتر میلان، لیورنو، نووارا ، کیه‌وو و فروزینونه اشاره کرد.

## تیم ملی
او هم چنین سابقه حضور در تیم ملی فوتبال زیر ۲۱ سال ایتالیا را در کارنامه خود دارد.